# Président du conseil d'administration
 (octobre 2013).
Si vous disposez d'ouvrages ou d'articles de référence ou si vous connaissez des sites web de qualité traitant du thème abordé ici, merci de compléter l'article en donnant les références utiles à sa vérifiabilité et en les liant à la section « Notes et références ».
Le président du conseil d'administration est au sein d'une société anonyme (SA) une personne élue par les membres du conseil d'administration.  
Dans les établissements publics, le président du conseil d'administration est le plus souvent désigné par l'autorité de tutelle et n'a pas de rôle exécutif direct, celui-ci étant assuré par le directeur général ou le directeur de l'établissement.

## France
En France, le président du conseil d'administration (PCA) peut constituer un organe social distinct du directeur général et du Conseil d'administration. Son rôle alors est limité ; il représente le conseil d'administration, organise et dirige les travaux de celui-ci, dont il rend compte à l'assemblée générale. Il veille au bon fonctionnement des organes de la société et s'assure que les administrateurs sont en mesure de remplir leur mission (article L225-51 du Code de commerce).
lorsqu'il cumule les fonctions de PCA et de directeur général (DG), on parle de président-directeur général (PDG).  Il a la responsabilité de la direction générale de l'entreprise et peut être assisté d'un directeur général ou de plusieurs directeurs généraux, qui sont aussi nommés sur sa recommandation par le conseil.
En l'absence de désignation d'un directeur général, le président occupe ses fonctions et prend le titre de président-directeur général.
Le nombre de mandats d'administrateur d'une SA qui peut être exercé par une même personne est limité à cinq. Toutefois, les mandats détenus au sein des filiales de la société dont la personne est administrateur ne sont pas comptés, et cela, quel que soit le nombre de ces mandats. Cela permet à la « société mère » de mieux gérer son groupe. Par ailleurs, lorsqu'une personne n'est pas administratrice d'une « société mère », mais est administrateur de plusieurs filiales non cotées d'une même société, ces mandats, dans la limite de cinq par groupe, ne comptent que pour un, pour le décompte global des cinq mandats autorisés. Ainsi, lorsqu'une personne ne détient que ce dernier type de mandats, elle peut être cinq fois administrateur de cinq groupes différents, c'est-à-dire détenir vingt-cinq mandats.

## Royaume-Uni
Au Royaume-Uni, et globalement dans le monde anglo-saxon, on utilise les termes de Chairman ou Chair. Le terme de Chief Executive Officer (CEO) est quant à lui réservé au poste de directeur général.